# Marta de Menezes
Marta de Menezes (* 31. Mai 1975 in Lissabon) ist eine portugiesische Künstlerin und Kuratorin der Bio Art. Sie arbeitet an der Schnittstelle zwischen Kunst und Wissenschaft.

## Leben und Werk
Marta de Menezes erhielt 1997 einen Bachelorabschluss in Bildender Kunst  sowie 1999 einen Masterabschluss in Malerei an der Universität Lissabon. 2001 erwarb sie zusätzlich einen Masterabschluss in Kunstgeschichte und Bildwissenschaft an der Universität Oxford. Seit Ende der 1990er Jahre arbeitet sie in Großbritannien, Australien, den Niederlanden und Portugal und erforscht die Möglichkeiten, die Biowissenschaften für die visuelle Darstellung in der Kunst zu nutzbar zu machen.
Sie ist Direktorin von Cultivamos Cultura, eine Institution für experimentelle Kunst in Portugal, sowie Direktorin von Ectopia, einer Einrichtung zur Förderung der Zusammenarbeit zwischen Wissenschaft und Kunst.
De Menezes begreift die Biologie als Kunstmedium und fertigt Werke mithilfe verschiedener wissenschaftlicher Methoden, die dem Bereich der Bio Art zuzuordnen sind. Für ihre Arbeiten kollaboriert sie häufig mit Wissenschaftlern und arbeitet im Labor. Bei ihrem Projekt nature? (1999) änderte sie die Muster von Schmetterlingsflügeln und stellte dabei Muster her, die so in der Natur nicht – als Produkt eines evolutionären Prozesses – vorfindbar sind. Mit ihrem Werk Proteic Portrait (2002) widmete sie sich der Proteomik und fertigte ein Selbstporträt, indem sie die Buchstabencodes der Aminosäuren so anordnete, dass sie ihren vollen Namen darstellen: MARTAISAVELRIVEIRDEMENESESDASILVAGRACA. Ein weiteres Werk mit dem Titel Functional Portrait: Martin Kemp Analyzing a Painting (2002) bildet die Gehirnaktivitäten (aufgenommen mittels fMRT) des Kunsthistorikers Martin Kemp ab, während dieser ein Gemälde aus der Renaissance analysiert.
Die Arbeiten von de Menezes werden international ausgestellt, so etwa auf der Ars Electronica (2019), der Londoner Design-Biennale (2016) oder der Beijing Biennale of New Media Art (2016).
De Menezes arbeitet zudem als Kuratorin für internationale Ausstellungen, wie für das Kontejner Festival in Zagreb, die Verbeke-Stiftung in Belgien oder das FACTT-Transnational and Transdisciplinary Festival of Art and Science.

## Ausstellungen (Auswahl)
- 2021: Paired Immunity, Art Laboratory Berlin, Deutschland[3]
- 2020: Bioscientific Imaginaries, Allengheny Art Galleries, Pittsburgh, USA[4]
- 2019: Human Limitations – Limited Humanity, Ars Electronica, Linz, Österreich[5]
- 2016: Utopia by Design, London Design Biennale, Vereinigtes Königreich
- 2016: Ethics of Technology, Beijing Media Arts Biennale, China
- 2014: It's About Time!, Touch Me Festival, Zagreb, Kroatien
- 2012: Documenta 2012, Kassel, Deutschland
- 2008: Abel's Sketch Book, Vitenfabrikken, Stavanger, Norwegen
- 2007: Genesis, Centraal Museum Utrecht, Niederlande
- 2006: META.morfosis, Museo Extremeño e Iberoamericano de Arte Contemporáneo (MEIAC), Badajoz, Spanien
- 2005: Touch Me, Kontejner, Zagreb, Kroatien
- 2004: BioDifference, Biennale of Electronic Arts of Perth, Lawrence Wilson Art Gallery, Perth, Australien
- 2002: BioFeel, Perth Institute of Contemporary Arts (PICA), Perth, Australien
- 2000: Next Sex, Ars Electronica, Linz, Österreich